# Colegiu Central de Educație

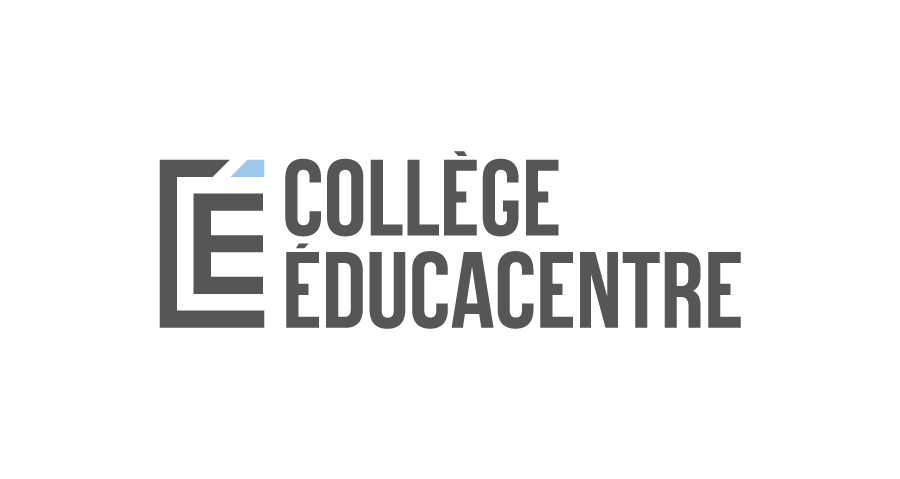
Logo-ul Colegiului Central de Educație.

Colegiul Central de Educație (Collège Éducacentre College)  este un colegiu din Vancouver, Columbia Britanică, provincie canadiană, unde limba oficială este limba engleză. Aici se predă cursanților adulți în limba franceză. Scopul acestui colegiu este integrarea și completarea unor calificării pe diferite nivele a populației francofone în limba maternă. În afară de calificarea cursanților colegiul oferă și îndrumări pentru ușurarea integrării emigranților care vorbesc limba franceză.